# クロージャー近似
クロージャー近似（クロージャーきんじ、closure approximation）とは量子力学における近似法のひとつであり、遷移行列要素が特定のエネルギーの所で集中的に大きくなっている場合に良い近似となる。

## 詳細
摂動ハミルトニアン{\displaystyle {\hat {H}}}によって始状態{\displaystyle |i\rangle }から終状態{\displaystyle |f\rangle }への遷移が起きたと場合を考える。この遷移行列要素{\displaystyle \langle f|{\hat {H}}|i\rangle }は、一般に終状態のパラメータを含む。そのためエネルギー保存則が成り立つ全ての終状態{\displaystyle |f\rangle }への遷移確率の計算に必要な量{\displaystyle \sum _{f}|\langle f|{\hat {H}}|i\rangle |^{2}}を閉じた形に求めることはできない。原子核のように複雑な多体系では終状態の数も非常に多く、その分布も密であるため、個々の終状態についてそれぞれ行列要素を求めることは現実的でないことがある。
終状態はエネルギー的に制限されているから、行列要素に含まれる終状態のパラメータを適当な平均値で置き換えれば、行列要素は個々の終状態によらない近似値{\displaystyle \langle f|{\hat {H}}|i\rangle }で表される。さらに、エネルギー的に可能な終状態についての和を、すべての終状態にわたる和で置き換えると、完全性関係を用いて、遷移行列の自乗和は{\displaystyle \sum _{f}|\langle f|{\hat {H}}|i\rangle |^{2}\sim \langle i|{\hat {H}}^{*}{\hat {H}}|i\rangle }と閉じた形に求められる。これがクロージャー近似である。